# 未来图书馆项目

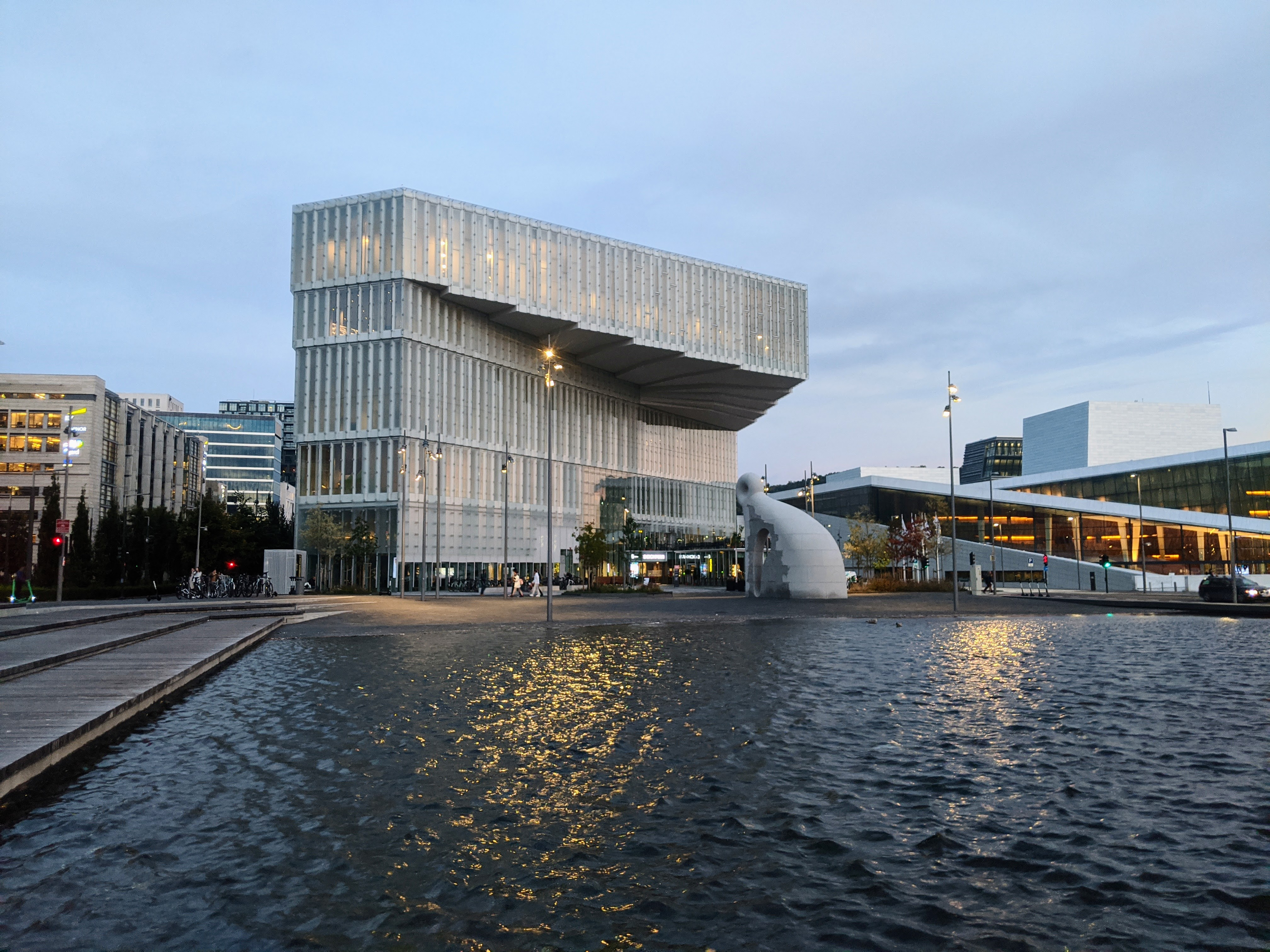
奥斯陆公共图书馆

未来图书馆项目（英语：Future Library project，挪威语：Framtidsbiblioteket）是一项公共艺术作品，旨在从2014年到2114年每年收集一位流行作家的原创作品。这些作品将在2114年之前保持未读和未出版的状态。在项目开始时，在挪威的森林中专门种植了1000棵树。这100份手稿将用这些树制成的纸印成限量版文集。《卫报》将其称为“世界上最神秘的图书馆”。

## 历史
该项目是由苏格兰艺术家凯蒂·帕特森在2014年夏天构思的。它由未来图书馆信托基金管理，并得到挪威奥斯陆市的支持。它是为“慢空间”公共艺术项目制作的，并委托比约尔维卡开发公司建设，该公司是开发比约维卡（奥斯陆的前集装箱港口）的部分公有企业。
这些手稿将存放在奥斯陆比约维卡的新Deichman图书馆（奥斯陆公共图书馆）的一个特别设计的房间里。存放这些手稿的“沉默的房间”是用为该项目植树而砍伐的原始树木的木材建造的。凯蒂·帕特森一直与建筑团队合作，设计新公共图书馆的这一部分。收集的作品将被展示，但手稿将不能被阅读。
为了支持该项目，可以购买帕特森设计的证书，持有者有权在2114年出版时获得全部100件作品的文集。最初售价为625英镑，2017年价格提高到800英镑。证书是双面的，印在手工纸上（也是用为项目砍伐的原始树木制成），描绘了一棵树的横截面，上面有100个树年轮，象征项目的时间段。

## 批评
未来图书馆项目普遍受到媒体的关注和好奇，尽管它因强调防止于2014年至2114年之间被阅读而招致一些人的批评。莫兹·哈尔帕林为Flavorwire撰文，称该项目为“意图排除几代人的艺术”，并批评这些作品在发行后仍计划进行阶级排他性。

## 贡献者
每年10月左右公布每位撰稿人的身份；然后他们在第二年春天在树木生长的森林中举行公开的“交接仪式”，向文集提交他们的手稿。到目前为止，该文集的作者有：
2014年——玛格丽特·阿特伍德，《潦倒的月亮》，2015年5月27日提交。
2015年——大卫·米切尔，《从我身上流淌出你所说的时间》，2016年5月28日提交。
2016年——松, 《当我的眉毛刷在天使的外衣上，或落塔、过山车、旋转杯和其他后工业时代的崇拜工具》, 2017年6月2日提交。
2017年——艾丽芙·沙法克，《最后的禁忌》，2018年6月2日提交。
2018年——韩江《亲爱的儿子，我的爱人》，2019年5月25日提交。
2019年——卡尔·奥夫·克瑙斯加德，《盲书》，2022年6月12日提交。
2020年——王鸥行，《腓力国王》，2022年6月12日提交。
2021年——特西提·丹加倫芭, 《Narini和她的驴子》，2022年6月12日提交。
2022年——朱迪丝·莎兰斯基，《绒毛和碎片：纪事》，2023年5月23日提交。
2023年——瓦莱丽亚·路易塞利，《共鸣的力量》，2024年5月26日提交。
2024年——汤米·奥兰治
未来图书馆信托基金的理事委员会每年根据“对文学或诗歌的杰出贡献，以及他们的作品能够抓住这一代和未来几代人的想象力”的标准进行新的选择。翁贝托·埃科和托马斯·特兰斯特罗默，截至2016年都已去世，此前被认为是潜在的贡献者。帕特森接触过的所有其他作家都接受了邀请。